# Sergiu Jăpălău
Sergiu Jăpălău (ur. 30 kwietnia 1984 w Kiszyniowie) – mołdawski piłkarz grający na pozycji pomocnika.

## Kariera klubowa
Jăpălău profesjonalną karierę rozpoczął w Cimentulu Rybnica, z którego w 2001 roku trafił do Happy End Camenca. W 2002 roku trafił do zespołu Dacia Kiszyniów. W kolejnych latach był graczem białoruskiego MTZ-RIPA Mińsk, ponownie Dacii, znów MTZ-RIPA Mińsk i po raz trzeci Dacii. Latem 2009 roku został zawodnikiem zespołu CSCA-Rapid Kiszyniów. W kolejnych latach występował w ekipach Sfîntul Gheorghe Suruceni i Rapid Ghidighici. Latem 2012 roku trafił do Grecji, do Trasiwulosu Filis.. Rok później został zawodnikiem łotewskiego FC Daugava.

## Kariera reprezentacyjna
W kadrze zadebiutował 18 lutego 2004 roku w towarzyskim meczu przeciwko Estonii. Na boisku pojawił się w 61 minucie meczu.
| Mecze i gole w reprezentacji | Mecze i gole w reprezentacji | Mecze i gole w reprezentacji | Mecze i gole w reprezentacji | Mecze i gole w reprezentacji | Mecze i gole w reprezentacji | Mecze i gole w reprezentacji |
| #                            | Data                         | Stadion                      | Rywal                        | Wynik                        | Gol                          | Rozgrywki                    |
| 2004                         | 2004                         | 2004                         | 2004                         | 2004                         | 2004                         | 2004                         |
| ---------------------------- | ---------------------------- | ---------------------------- | ---------------------------- | ---------------------------- | ---------------------------- | ---------------------------- |
| 1.                           | 18.02.2004                   | Attard, Malta                | Estonia                      | 0:1                          | 0                            | towarzyski                   |